# Hemorrhois hippocrepis
Hemorrhois hippocrepis là một loài rắn trong họ Rắn nước. Loài này được Linnaeus mô tả khoa học đầu tiên năm 1758.

## Hình ảnh

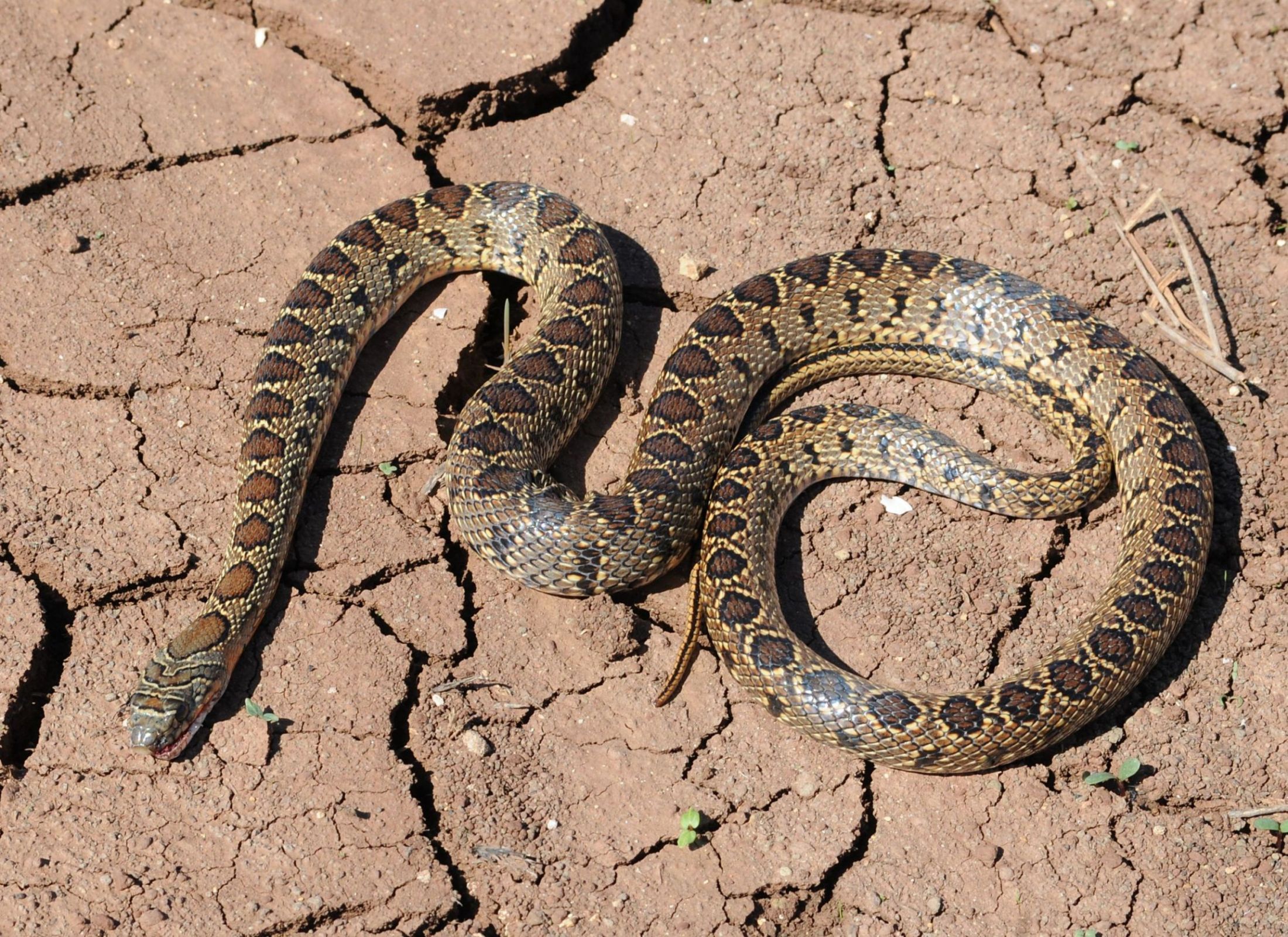
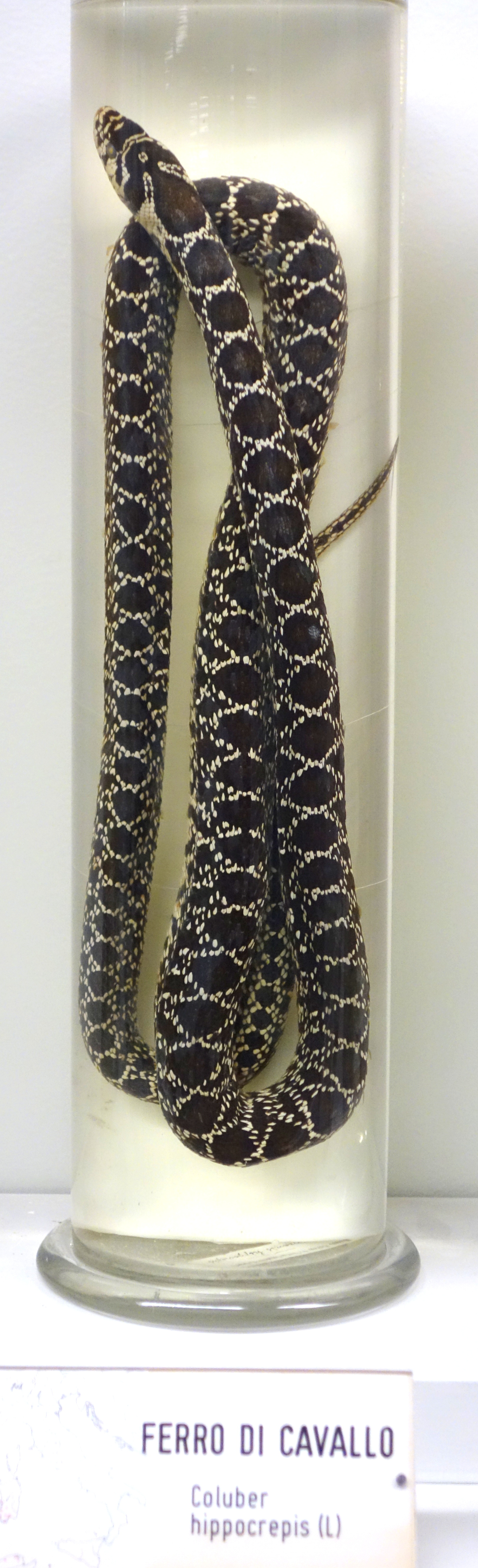
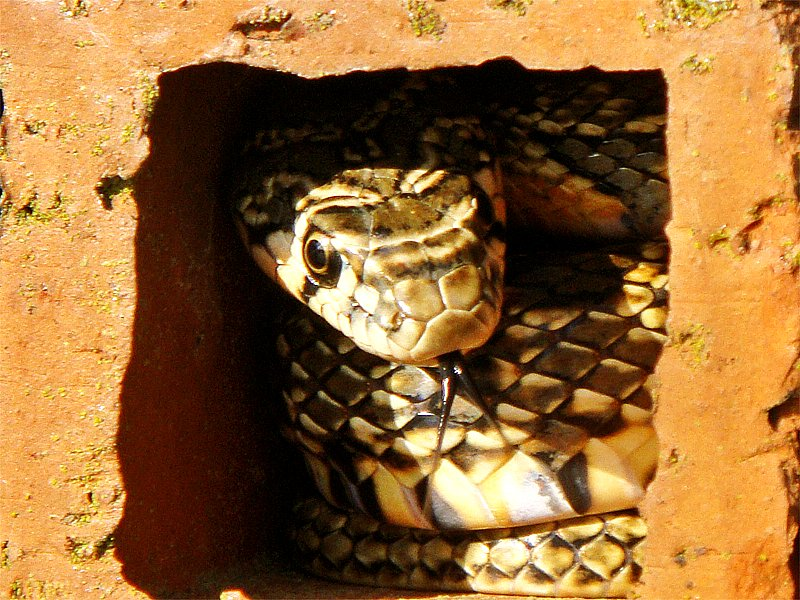